# Hoheit (Staatsrecht)
Hoheit als staatsrechtlicher bzw. politikwissenschaftlicher Begriff ist Ausfluss der Staatsgewalt. Die aus der Hoheit folgenden Einzelbefugnisse werden als Hoheitsrechte bezeichnet (z. B. die Münzhoheit). Dargestellt und repräsentiert werden sie durch Hoheitszeichen. Im Mittelalter hießen diese Hoheitsrechte Regalien.

## Innenpolitische Dimension
In der Innenpolitik beschreibt der Begriff der Hoheit die Befugnisse eines Staates bzw. seiner Organe und Behörden (Hoheitsträger), gegenüber dem Bürger im Über-/Unterordnungs-Verhältnis tätig zu werden (Subordinationsverhältnis zwischen Staat und Bürger, wobei heutige Staat-Bürger-Verhältnisse latente allgemeine Rechtsverhältnisse sind). Der Gegensatz dazu ist die sog. Fiskaltätigkeit, bei der der Staat dem Bürger auf der Ebene der Gleichordnung begegnet (z. B. Verträge).
Soweit sich die Befugnis zu hoheitlichem Handeln ohne Rücksicht auf die Staatsangehörigkeit auf all diejenigen Personen erstreckt, die sich auf dem Staatsgebiet aufhalten, spricht man von Gebietshoheit. Dementsprechend beschreibt der Begriff des Hoheitsgebiets den räumlich-geografischen Raum, in dem hoheitliche Staatsgewalt ausgeübt werden darf. Soweit sie sich umgekehrt ohne Rücksicht auf den Aufenthaltsort auf die eigenen Staatsangehörigen erstreckt, liegt Personalhoheit vor; sie ist nicht mit dem gleichnamigen Begriff aus dem Bereich der kommunalen Selbstverwaltung zu verwechseln. Die Hoheitsgewalt über Religions- und Weltanschauungsgemeinschaften auf dem Staatsgebiet heißt Kirchenhoheit. Das Recht des Staates, den Devisenverkehr zu reglementieren, bezeichnet man als Devisenhoheit.
Die Staatsgewalt wird in Form von Hoheitsakten ausgeübt, also je nach handelnder Staatsgewalt Gesetzgebungsakten, Verwaltungsakten und Gerichtlichen Entscheidungen. Hoheitliches Handeln ist in der Bundesrepublik Deutschland insbesondere auch Voraussetzung für die Staatshaftung nach § 839 BGB, Art. 34 GG.

## Außenpolitische Dimension
Die Hoheit eines Staates wirkt auch insofern nach außen gegenüber anderen Staaten, als sie diese von der Ausübung hoheitlicher Befugnisse auf dem eigenen Staatsgebiet ausschließt.
In diesem Zusammenhang sind u. a. auch Begriffe wie Lufthoheit und Seehoheit zu verstehen, die die Befugnis des Staates zu militärischem Handeln in einem bestimmten Luftraum beziehungsweise Meeresgebiet (Hoheitsgewässer) bezeichnen.

## Übertragbarkeit
Hoheitsrechte können grundsätzlich widerruflich oder unwiderruflich auf andere Körperschaften übertragen werden. In Deutschland etwa ermächtigt Artikel 24 Absatz 1 des Grundgesetzes den Bund, „durch Gesetz Hoheitsrechte auf zwischenstaatliche Einrichtungen [zu] übertragen“, wie das etwa in Bezug auf die NATO „zur Wahrung des Friedens [in] einem System gegenseitiger kollektiver Sicherheit“ (Art. 24 Abs. 2, 1. Hs. GG) und insbesondere bei der Übertragung hoheitlicher Aufgaben auf die Europäische Union (Art. 23 Abs. 1 GG) der Fall ist. Der Bund „[willigt] hierbei in die Beschränkungen seiner Hoheitsrechte [ein]“, womit „eine friedliche und dauerhafte Ordnung in Europa und zwischen den Völkern der Welt“ sichergestellt werden soll (Art. 24 Abs. 2, 2. Hs. GG).
Allerdings ist eine „‚Einordnung‘ in ein ‚System‘ nach Art. 24 II […] nicht notwendigerweise mit der ‚Übertragung‘ von Hoheitsrechten i. S. d. Art. 24 I verbunden.“

## Beispiele staatlicher Hoheitsrechte
- Gewaltmonopol
- Verwaltungshoheit
- Personalhoheit